# Gustav Gellerbrant
Nils Gustav Gellerbrant, född 27 mars 1983 i Västervik, är en svensk politisk tjänsteman. Han är sedan 2022 chef för Sverigedemokraternas samordningskansli i Regeringskansliet. Trots att Gellerbrant saknar formella förtroendeuppdrag inom Sverigedemokraterna så har han av media beskrivits som en av de personer med störst makt inom partiet.

## Biografi
Gellerbrant var tidigare medlem i Moderaterna och arbetade som politiskt sakkunnig på Justitiedepartementet under Beatrice Ask. Efter förlusten i riksdagsvalet 2014 bytte han parti till Sverigedemokraterna. Gellerbrant ska sedan ha fått uppdraget av partiledaren Jimmie Åkesson att planera för regeringsförhandlingar efter valet 2022.
Redan 2019 ska han ha författat en intern promemoria som blev grunden för Tidöavtalet. Han var en av fem sverigedemokrater som deltog i förhandlingarna på Tidö slott 2022. Sedan Regeringen Kristerssons tillträdande leder Gellerbrant det samordningskansli inom Regeringskansliet som Sverigedemokraterna bemannar. Enligt Tidöavtalet ska hans roll anses vara jämställd med en statssekreterare.